# Alegeri prezidențiale în Portugalia, 2021
Alegeri prezidențiale vor avea loc în Portugalia la 24 ianuarie 2021. Președintelui în funcție, Marcelo Rebelo de Sousa, i se permite în mod constituțional să candideze pentru un al doilea mandat.